# Poids légers
Pour les articles homonymes, voir Poids léger et Poids (homonymie).
Poids légers est une catégorie de poids en sports de combat.
En boxe anglaise professionnelle, elle concerne les athlètes pesant entre 58,967 kg (130 livres) et 61,237 kg (135 livres). En boxe amateur (olympique), la plage est fixée entre 56 et 60 kg pour les hommes et entre 57 et 60 kg pour les femmes.

## Boxe professionnelle
L'irlandais Jack McAuliffe est reconnu comme étant le 1er boxeur champion du monde des poids légers après sa victoire face à Billy Frazier par KO à la 21e reprise le 29 octobre 1886.

### Titre inaugural
| Organisation | Boxeur          | Date            |
| WBA          | Carlos Ortiz    | 21 avril 1962   |
| WBC          | Carlos Ortiz    | 7 avril 1963    |
| IBF          | Charlie Brown   | 30 janvier 1984 |
| WBO          | Mauricio Aceves | 6 mai 1989      |

## Boxe amateur
| - De 56,7 kg à 61,2 kg : - 1904 - Harry Spanjer - De 57,2 kg à 63,5 kg : - 1908 - Frederick Grace - De 57,2 kg à 61,2 kg : - 1920 - Samuel Mosberg - 1924 - Hans Jacob Nielsen - 1928 - Carlo Orlandi - 1932 - Lawrence Stevens - 1936 - Imre Harangi - De 58 kg à 62 kg : - 1948 - Gerald Dreyer - De 57 kg à 60 kg : - 1952 - Aureliano Bolognesi - 1956 - Richard McTaggart - 1960 - Kazimierz Paździor - 1964 - Józef Grudzień - 1968 - Ronnie Harris - 1972 - Jan Szczepański - 1976 - Howard Davis - 1980 - Ángel Herrera - 1984 - Pernell Whitaker - 1988 - Andreas Zülow - 1992 - Oscar de la Hoya - 1996 - Hocine Soltani - 2000 - Mario Kindelán - 2004 - Mario Kindelán - 2008 - Aleksey Tishchenko - De 56 kg à 60 kg : - 2012 - Vasyl Lomachenko - 2016 - Robson Conceição - De 58 kg à 63 kg : - 2020 - Andy Cruz Gómez | - 2012 - Katie Taylor - 2016 - Estelle Mossely - 2020 - Kellie Harrington |